# مدحت عاصم
مدحت عاصم  (20 فبراير 1909 - 4 فبراير 1989) هو الموسيقي والملحن والشاعر والصحفي والأديب والناقد والرياضي المصري 

## حياته ونشأته
مواليد حي العباسية بالقاهرة في 20 فبراير 1909، والده هو إسماعيل بك عاصم المحامي والأديب والشاعر، وجده محمد باشا صادق المحامي أيضاً، ووالدته فاطمة شركس الأديبة، ومن طلائع النهضة النسائية في مصر.

## نشأته الأولى
تلقى تعليمه الأولي في كتاب الشيخ البراموني، والابتدائي في مدرسة الحسينية، وأثناء دراسته الإعدادية اندلعت اضطرابات الطلاب معارضة الملك فؤاد، وحسن باشا نشأت كبير أمنائه، وكان مدحت عاصم واحداً من الطلاب الذين اعْتُقِلُوا وحُكِمَ عليهم بالفصل من جميع المدارس التابعة للدولة، فاضطر إلى الالتحاق بمدرسة «الإلهامية» الخاصة التي نال منها شهادة الإعدادية، ثم التحق بمدرسة «الخديوية» التي نال منها شهادة الثانوية والثانوي في مدرسة فؤاد الأول، ثم العالي في مدرسة الزراعة العليا، وكان له نشاط طلابي رياضي وثقافي وفني من العزف على البيانو.
تلقى تعليمه الموسيقي الشرقي علي يد الشيخ إبراهيم القباني  في أنقرة بتركيا، وتلقي تعليمه الموسيقي الغربي في كونسرفتوار برجرين النمساوي، ثم على يد الأساتذة الإيطاليين.
كان والده أديباً ومترجماً ومؤلفاً مسرحياً، درس في الأزهر ثم في فرنسا. كان إسماعيل عاصم من المحامين اللامعين وترافع عن ضحايا حادثة دنشواي، كما كان من المطالبين بتأسيس الجامعة المصرية الأهلية، وقام بترجمة وإخراج ودور البطولة في مسرحية توسكا وقدمها في دار الأوبرا السلطانية، وكان أول مصري من أسرة عريقة يقتحم مجال الفن. والدة مدحت عاصم هي السيدة فاطمة شركس المجاهدة الوطنية، وهكذا نشأ مدحت عاصم في مناخ أدبي فني أتاح له منذ الصغر أن يشاهد كبار رجال الدولة من السياسيين والأدباء والفنانين في منزل والده مثل: أحمد شوقي، أحمد لطفي السيد باشا، سلامة حجازي وغيرهم.

## نشاطه الفني والصحفي
كتب اولى مقطوعاته الموسيقية في عام 1924، وهو في عمر 15 سنة، وهي «سماعي نهاوند مدحت»، والتي قدمتها الإذاعة اللاسلكية للحكومة المصرية يوم افتتاحها عام 1934، وتعد أول مقطوعة مصريه كتبها مؤلف مصري. وجد مدحت عاصم أن الإذاعة تفتقر إلى فرقة موسيقية خاصة بها، إذ كان محمد عبد الوهاب والسنباطي يغنيان بمرافقة تختيهما، وكانت أم كلثوم تغني هي الأخرى بتخت خاص بها، وكذلك فَعَلَ صالح عبد الحي، ومنيرة المهدية، وسائر أهل الغناء من الذين كانوا يغنوّن وقتذاك في الإذاعة، فأنشأ مدحت عاصم فرقة موسيقية خاصة بالإذاعة، وأطلق عليها فرقة «الراديو الشرقية» وجمع أفرادها من خيرة العازفين المعروفين آنذاك، وأضاف إلي الفرقة آلتي: التشيللو والكونترباص. كانت فرقة «الراديو الشرقية»، هي النواة الأولى لفرق الموسيقى العربية التي انتشرت فيما بعد.
بدأ العمل الصحفي في أواخر العشرينات حيث كتب على صفحات مجلات «البلاغ» و«السياسة» و«الرسالة» مقالات عن كبار الموسيقيين العالميين مثل: بيتهوفن وموتسارت، وكتب الشعر المنثور وكان أول من يكتب بهذا الأسلوب. كتب سلسلة من المقالات بعنوان «موسيقانا وحاجتها إلى العناية والتهذيب» ثم كتب عن الفروق بين الموسيقى الشرقية والغربية.
تولى منصب المدير الفني للإذاعة اللاسلكية للحكومة المصرية في الثلاثينات (تم إنشاء الإذاعة اللاسلكية تحت إدارة شركة ماركوني)، ومنصب المستشار الفني للموسيقى والغناء في الستينات. اقترح أسماء الأدباء والمفكرين الذين يتحدثون في الميكرفون مثل: طه حسين، زكي مبارك، فكري أباظة، عبد العزيز البشري وغيرهم.

## نشاطه في تطوير الموسيقى
سعى إلى تقصير زمن الأغنية المصرية والخروج بها من القالب التقليدي إلى القوالب والإيقاعات الحديثة، مع الحفاظ على النغم الشرقي الأصيل، وكان له الفضل في اكتشاف بعض الأصوات الجديدة مثل: إبراهيم حمودة، آمال مكاوي، فريد الأطرش، أسمهان، ليلى مراد، كما قدم بعض الفنانين في العزف الانفرادي مثل: رياض السنباطي على آلة العود ثم كملحن، وفريد الأطرش على آلة العود أيضاً، وفي مجال التأليف الموسيقي كان أشهر ما قدمه مقطوعة «عطشان يا صبايا» على آلة البيانو.

## مدحت عاصم وعزيز صادق
قال مدحت عاصم: "كنت أعزف البيانو في المعهد الملكي، وكنت قد بدأت تأليف الموسيقى عام 1924 وعمري خمسة عشر عاماً، فألفت سماعيات ولونغا وبشارف، على غرار الموسيقى التركية، وعندما انتهيت من العزف قال لي الحاضرون من الموسيقيين عن السماعي الذي كنت أعزفه إنه أحسن وأجمل من جميع السماعيات التركية، وعندما انصرفوا لاحظت وجود شاب نحيل يضع نظارة سميكة على عينيه فسألته: هل أنت موسيقي؟ فقال: أنا عازف ناي واسمي عزيز صادق. سألته: ما رأيك في السماعي الذي عزفت؟ فأجاب: جميل. فسألته هل هو أحسن من سماعي يوسف باشا؟ قال: لا… سماعي يوسف باشا أجمل، وقد احترمته احتراماً كبيراً لأنه لم يجاملني كالآخرين. وتمسك برأيه العلمي، لذا وقع اختياري عليه لقيادة فرقة الراديو الشرقية على الرغم من احتجاج أغلب العازفين.

## جوائز وتقدير مدحت عاصم
حصل مدحت عاصم على جائزة الدولة التقديرية ووسام الاستحقاق من الطبقة الأولى عام 1978 ثم عين مقرراً للجنة الموسيقى والأوبرا والباليه التابعة للمجلس الأعلى للثقافة، من عام 1981 حتى وفاته. انتخب عضوًا بمجلس إدارة المجلس الدولي الموسيقى التابع لهيئة اليونسكو، ورئيساً لشعبته المصرية، عين رئيسا لهيئات التحكيم في بعض المهرجانات الموسيقية الدولية. في أوائل الستينيات قام بتلحين أول أوبرا مصرية كلمات الشاعر صلاح عبد الصبور، وكان موضوع الأوبرا الكفاح ضد الاستعمار وهي «لومومبا». انتخب مدحت عاصم بالإجماع عام 1972، ليكون رئيسًا للجنة الموسيقي في أمانة الدعوة والفكر باللجنة المركزية للاتحاد الاشتراكي، وفي عام 1974 حصل برنامج «أنا الإنسان» الذي وضع موسيقاه وألحانه على جائزة الشرف والامتياز في مسابقة اشتركت فيها كل الإذاعات الأفريقية، وحصل جائزة ناصر في الموسيقى من الاتحاد السوفيتي.
ثم عين قبيل وفاته عضوًا بالمكتب الفني للمجلس الأعلى للثقافة عام 1988 وهي أعلى مرتبة بين مثقفي الدولة.

## نشاطه في القضايا الوطنية
كان لمدحت عاصم مواقف وطنية وفدائية كثيرة، وكان صاحب فكرة الاحتفال برأس السنة الهجرية إذاعياً، في أواخر الثلاثينات، وقت أن كانت الإذاعة خاضعة للإدارة الإنجليزية. تم القبض عليه في أواخر الأربعينات وحكم عليه بالحبس سنة لتوزيعه منشورات ضد الملك، وقد استطاع وهو داخل السجن أن يؤلف ويلحن أناشيد وطنية ويرسلها سراً للإذاعة المصرية وقت ان كانت خاضعة لشركة ماركوني.
اختار الفريق عزيز باشا المصري مدحت عاصم بين عامي 1950 و1951 ليتولى مهمة تنسيق الحركة الفدائية ضد المستعمر بين الطلبة والعمال والمحامين، وفي عام 1945 كان مدحت يعيش في رفح مع الفدائيين تطوعاً منه ضد المناوشات الإسرائيلية. لحن أول نشيد وطني للثورة «على الاله القوي الاعتماد»، الذي عرف بنشيد «الاتحاد والنظام والعمل» وقامت ليلى مراد بغنائه.

## ماذا يقول عن نفسه وماذا يقال عنه
قال مدحت عاصم عن نفسه: «يشيعون إنني موسيقار، وأنا لست موسيقاراً، فليست لي ألحان مشهورة، وليست لي بصمات في عالم الموسيقى والألحان، وإنما أنا هاوي الموسيقى، وكلما وجدت شيئاً جديداً في هذا المجال أقدّمه، وأنا أعرف من أنا، هل أنا شاعر أم أديب، أم فنان، فقد أخذت بنصيب من كل ذلك، ولهذا أحب أن يُقال عني بدلاً من الموسيقار، إنني فنان، وإن كنت أفضّل أن يقال عني إنني الأديب مدحت عاصم».
أحصى المؤرخ الموسيقي محمود كامل لمدحت عاصم مئتي لحن وأغنية منها: تانغو «كرهت حبك»، وتانغو «ميمي .. من يوم ما حبك فؤادي» لفريد الأطرش، و«ياحبيبي تعال الحقني»، و«دخلت مرة في جنينة» لأسمهان، و«مساء الخير يا حبيبتي»، و«معذرة يا سكَّرة» لهاني شاكر، إلى جانب عدد كبير من الألحان الوطنية. ووضع أيضاً موسيقى فيلم «مصطفى كامل» ولحَّن جميع الأغاني والأناشيد التي فيه، وقد أخرج هذا الفيلم أحمد بدرخان، وكتب قصته فتحي رضوان، ومُنِعَ عرضه إلى أن قامت الثورة التي أفرجت عنه، وما يزال يعرض حتى اليوم.
توفي مدحت عاصم في الرابع من فبراير عام 1989 إثر عملية جراحية في ساقه عن عمر يناهز 80 سنة.

## أفلامه
فيلم «رجل لا ينام» للمخرج يوسف وهبي، عام 1948 (الألحان)
فيلم «مصطفى كامل» للمخرج أحمد بدرخان، عام 1952 (تلحين النشيد والموسيقى التصويرية)
فيلم «فجر» للمخرج عاطف سالم، عام 1955 (الألحان والموسيقى التصويرية)
فيلم «الله معنا» للمخرج أحمد بدرخان، عام 1955 (الألحان والموسيقى التصويرية)
فيلم «نادية» للمخرج أحمد بدرخان، عام 1969 (الألحان والموسيقى التصويرية)

## وصلات خارجية
- مدحت عاصم على موقع IMDb (الإنجليزية)
- مدحت عاصم على موقع الدهليز
- مدحت عاصم على موقع قاعدة بيانات الأفلام العربية
- مدحت عاصم (موسيقي) على موقع الموسوعة العربية
- مدحت عاصم (موسيقي) على موقع الموسوعة العربية
- مدحت عاصم (موسيقي) على موقع دهليز
- مدحت عاصم (موسيقي)على موقع يوتيوب
- مدحت عاصم (موسيقي)على موقع يوتيوب
- مدحت عاصم (موسيقي)على موقع يوتيوب
- مدحت عاصم (موسيقي)على موقع يوتيوب
- مدحت عاصم (موسيقي)على موقع يوتيوب
- مدحت عاصم (موسيقي)على موقع يوتيوب
- مدحت عاصم (موسيقي)على موقع يوتيوب
- مدحت عاصم (موسيقي) على موقع فيميو